# Građanski nacionalizam
Građanski nacionalizam, također poznat i pod nazivom liberalni ili slobodarski nacionalizam oblik je nacionalizma koji, prema tumačenjima političke filozofije, nije utemeljen na ksenofobiji i nesnošljivosti prema drugim narodima, već su, potpuno suprotno, u građanski nacionalizam utkane i domoljubne ideje, ali istovremeno sloboda i jednakost drugih naroda kojima su zajamčena ljudska prava i društvena snošljivost.
Za razliku od etničkog nacionalizma temeljenog naGemeinschaftu, zajednici odnosno narodu, građanski nacionalizam temelji se na Gesellschaftu odnosno cjelokupnom društvu.  Narod zasnovan na građanskom nacionalizmu razmjerno je labav i sklon sukobima između većine i malih skupina koje odbijaju prihvatiti većinski i zakonom konstitutivni narod. Takav slučaj čest je zapadnoeuropskim zemaljama, gdje arapska manjina zahtijeva jednaku ili veću samoupravnost od većinskog naroda (npr. Nijemaca, Francuza ili Talijana). Sličan slučaj javio se u bivšim zemljama Sovjetskog saveza, gdje je ruska manjina često tražila odcjepljenje od pojedine države i pripojenje Rusiji.

## Političke stranke
Političke stranke koje svjetonazorski i programski promiču ideje građanskog nacionalizma:
- Belgija - Novi flandrijski savez
- Irska - Fianna Fáil
- Katalonija - Katalonska europska demokratska stranka
- Škotska - Škotska nacionalna stranka
- Wales - Plaid Cymru

Od ostalih svjetonazorski bliskih stranaka ističu se španjolske političke stranke koje se bore za neovisnost Galicije i Baskije. Građanski nacionalizam promiču i brojne tajvanske političke stranke u svojoj borbi za neovisnost od Narodne Republike Kine. Slični pokreti javljaju se i kod Kurda, Čečena, Tatara, Kopta i u Abhaziji, odnosno svih naroda koji nemaju svoju samostalnost i neovisnost.

## Vanjske poveznice
- Portal o nacionalizmu i njegovim oblicima i pokretima na stranicama knjižnice Sveučilišta Fordham (engl.)
- Projekt nacionalizam  Arhivirana inačica izvorne stranice od 2. listopada 2019. (Wayback Machine) na stranicama Sveučilišta Južna Karolina (engl.)